# Gyoji Matsumoto
Gyoji Matsumoto (Saitama, 13 de agosto de 1934-prefectura de Saitama, 2 de septiembre de 2019) fue un futbolista japonés que se desempeñaba como guardameta.
En 1958 jugó para la selección de fútbol de Japón.

## Trayectoria

### Clubes
| Club       | País  | Año       |
| ---------- | ----- | --------- |
| Urawa Club | Japón | ????-???? |

### Selección nacional
| Selección | País  | Año  |
| --------- | ----- | ---- |
| Absoluta  | Japón | 1958 |

## Estadística de equipo nacional
| Selección de Japón | Selección de Japón | Selección de Japón |
| Año                | Part.              | Goles              |
| ------------------ | ------------------ | ------------------ |
| 1958               | 1                  | 0                  |
| Total              | 1                  | 0                  |